# Innsbrucker Riesenrundgemälde

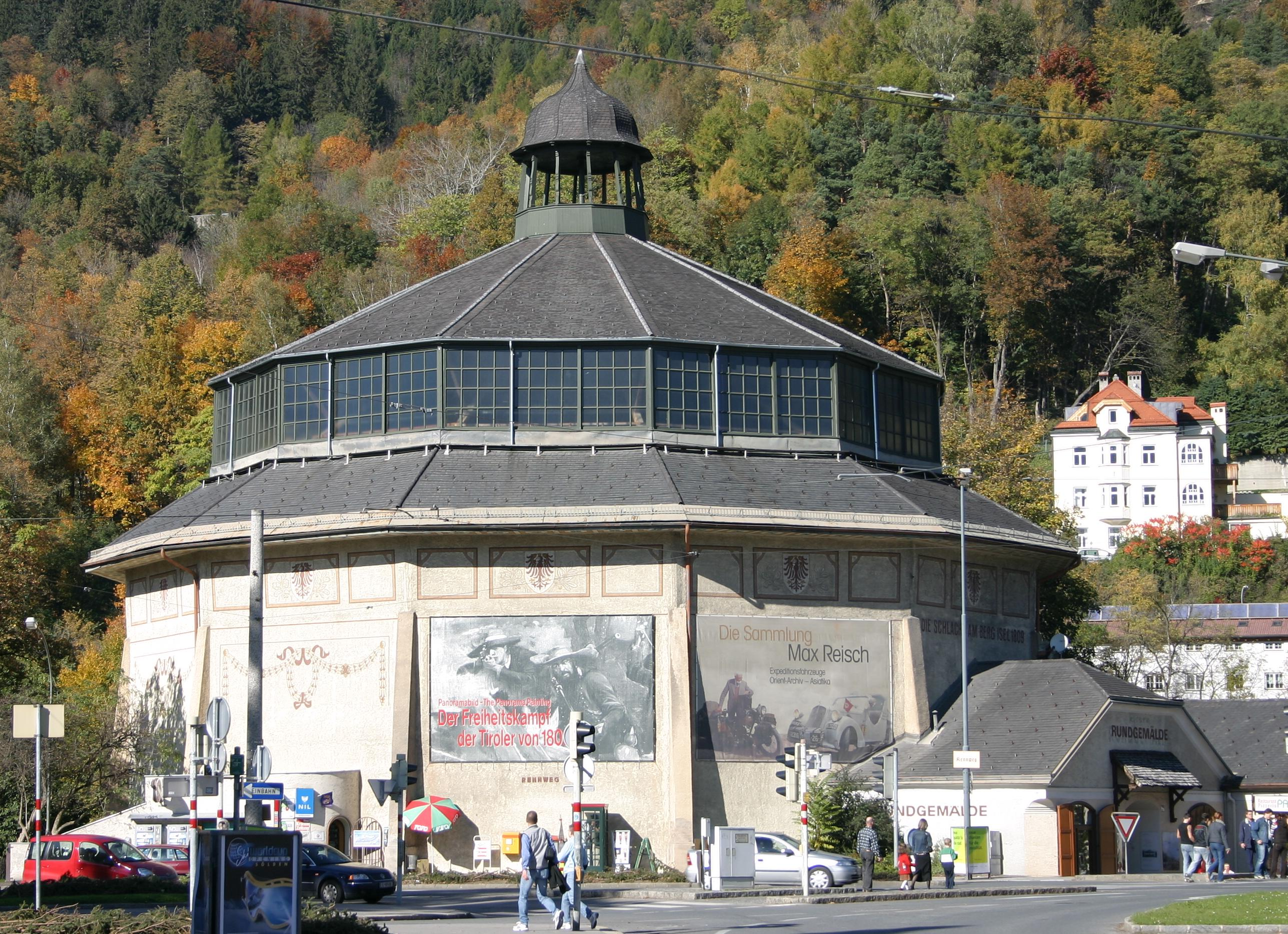
Die Rotunde, Standort des Riesenrundgemäldes von 1906 bis 2010

Das 1896 erstmals gezeigte Riesenrundgemälde ist eine Panoramadarstellung der dritten Schlacht am Bergisel am 13. August 1809. Es kann nach der letzten Übersiedlung seit 2011 im Tirol Panorama am Bergisel im Süden der Stadt Innsbruck im direkten Umfeld des Schlachtortes besichtigt werden.

## Allgemeines
Den in nur drei Monaten ausgeführten Auftrag zur Anfertigung des Riesenrundgemäldes erhielt Michael Zeno Diemer (1867–1939). Unterstützt wurde seine Arbeit in der Vorbereitung durch Franz von Defregger (1835–1921) und in der Ausführung durch Franz Burger (1857–1940), W. Flaucher, Anton Niedermaier sowie A. Pätzold. Auf mehr als 1000 Quadratmetern werden die Ereignisse der für die Tiroler Schützen erfolgreichen dritten Schlacht am Bergisel vom 13. August 1809 dargestellt: 15.000 bayerische, sächsische und französische Soldaten unter der Führung des französischen Marschalls Lefèbvre standen einem am Berg positionierten ebenso großen Tiroler Schützenaufgebot gegenüber. Auf Grund ihrer ungünstigen Positionierung wurden die Besatzer von den eigentlich schlechter bewaffneten Aufständischen verlustreich geschlagen. Die Besatzeraremee musste sich daraufhin aus der Region Innsbruck zurückziehen. Entgegen den historischen Tatsachen wird Andreas Hofer als Heerführer der Aufständischen inmitten der Schlacht gezeigt.
Das Riesenrundgemälde besteht in seiner Mitte aus einer erhöhten Plattform, die der Besucher von unten kommend betritt und auf der er das gesamte Gemälde abschreiten kann. Über der Plattform befindet sich ein „Velum“, welches den Lichteinfall kontrolliert und verhindert, dass der Blick auf die Dachkonstruktion und den oberen Rand des Bildes fällt. Eine künstliche Landschaft, das „faux terrain“ verstärkt den Eindruck der Echtheit und leitet über zur gekrümmten Leinwand, auf welcher das Bild perspektivisch verzerrt aufgemalt wurde, um den dreidimensionalen Eindruck zu erwecken, welcher für Panoramen typisch ist. 
Es ist eines von weltweit 28 noch existierenden Panoramen aus der Zeit vor dem Zweiten Weltkrieg und gehört zu den meistbesuchten Sehenswürdigkeiten von Innsbruck. Bis zu seiner Umsetzung im Jahre 2010 zählte es mit drei anderen Panoramen (Mesdag, Waterloo und Altötting) weltweit zu den letzten nahezu unverändert in ihrer Originalrotunde erhaltenen Panoramen.

## Geschichte
Die schöpferische Idee zum Riesenpanorama hatte der Tiroler Schriftsteller Josef Calasanz Platter (1858–1905). 1896 wurde das Rundgemälde eröffnet, von der Öffentlichkeit enthusiastisch gefeiert. Es befand sich in einem extra dafür errichteten Gebäude zwischen Claudia- und Ing.-Etzel-Straße im Stadtteil Saggen.
1906 wurde das Riesenrundgemälde nach London gebracht und dort in der Imperial Austrian Exhibition präsentiert. Während dieser Zeit brannte das Gebäude des Gemäldes in Innsbruck ab. Daher wurde nach der Rückkehr des Bildes aus London ein neues Haus, eine Rotunde, direkt an der Kettenbrücke, nahe der später erbauten Talstation der ehemaligen Hungerburgbahn (47° 16′ 45,8″ N, 11° 24′ 12,5″ O), errichtet, und das Bild dort ausgestellt.
Im Ersten Weltkrieg wurde es zu Propagandazwecken nach Wien überstellt. Im Zweiten Weltkrieg weigerten sich die Besitzer, das Panorama in Luftschutzverschickung zu geben, obwohl das Gebäude am Rennweg sich neben dem strategischen Ziel der Kettenbrücke über den Inn befand. Das Riesenrundgemälde überstand den Krieg unversehrt.
Das Panoramagemälde sollte im Herbst 2008 in das „Haus am Bergisel“ übersiedelt werden. Neben tourismusstrategischen wurden hierfür auch bauliche und konservatorische Gründe angegeben. Eine Bürgerinitiative versuchte mittels einer Petition, dies zu verhindern und die Einheit von Gemälde und Gebäude zu erhalten. Außerdem sprachen sich verschiedene nationale und internationale Fach- und Denkmalpflegeorganisationen, wie etwa der International Panorama Council IPC, ICOMOS, Europa Nostra, TICCIH Austria und zahlreiche weitere mehr gegen eine Verlegung aus.
Eine im November 2010 im Auftrag der Tiroler Landesmuseen durchgeführte repräsentative Umfrage des Management Center Innsbruck (MCI) unter 500 Tirolern zum neuen Haus am Bergisel kam zum Ergebnis, dass die Mehrheit der Bevölkerung der Übersiedlung des Riesenrundgemäldes positiv gegenüberstand bzw. steht. 62,8 Prozent waren der Meinung, dass sich das Gemälde im Tirol Panorama jetzt am richtigen Ort befinde. Diese Umfrage wurde jedoch wegen des Zeitpunktes und der Ausarbeitung der Fragen durch die Betreibergesellschaft Tiroler Landesmuseen als unseriös und tendenziös kritisiert.
Anfang November 2008 verweigerte das Bundesdenkmalamt seine Zustimmung zu einer solchen Übersiedlung. Das Land Tirol legte gegen diesen Bescheid Berufung ein. Der Entscheid in zweiter Instanz stand der Bundesministerin für Unterricht, Kunst und Kultur zu. Am 11. Januar 2009 fasste diese in Person von Claudia Schmied (SP) den Beschluss, die Übersiedlung des Riesenrundgemäldes vom Rennweg in Innsbruck in ein neues Ausstellungsgebäude auf dem Bergisel zu bewilligen. Von den Grünen und dem Verein Für unser Panorama wurden dagegen noch Petitionen gestartet, die aber erfolglos blieben.
Am 11. September 2010 wurde das Riesenrundgemälde an seinen neuen Standort, das Tirol Panorama am Bergisel übersiedelt. Für den Umzug des Riesenrundgemäldes musste es an einer Naht geöffnet und die obere und untere Spannkante doubliert werden, anschließend wurde es mit der Farbschicht nach außen auf zwei 12 m hohe Rollen aufgerollt. Mit einem Kran wurde das Riesenrundgemälde an seinen neuen Bestimmungsort durch eine Öffnung im Dach des neuen Tirol Panoramas platziert. Zur Eröffnung des Tirol Panoramas am 12. März 2011 kamen 6.000 Besucher. Die Erstbilanz für das Tirol Panorama bzw. für die Umsetzung fiel positiv aus: In den ersten fünf Monaten wurden 100.000 Besucher verzeichnet. Seitdem sind die Besucherzahlen rückläufig, im Jahr 2018 waren es noch etwas mehr als 71.000.